# هوستیلیان
هوستیلیان با نام کامل گایوس والنس هوستیلیانوس مسیوس کوئینتوس (به لاتین: Gaius Valens Hostilianus Messius Quintus) (درگذشتهٔ ۲۵۱) امپراتور روم به‌طور مشترک با تربونیانوس گالوس در ۲۵۱ بود.

## زندگی‌نامه
هوستیلیان کوچکترین پسر دسیوس (دقیانوس)، امپراتور روم (۲۴۹–۲۵۱)، بود و پدرش در سال ۲۵۰ میلادی با اعطای لقب سزار به او، هوستیلیان را جانشین خود ساخت. با شکست و مرگ دسیوس در نبرد با گوت‌ها در ۲۵۱، هوستیلیان از سوی تربونیانوس گالوس، یکی از وفاداران به دسیوس که پس از او به عنوان امپراتور جدید روم اتخاب شده بود، به فرزندخواندگی گرفته شد و لقب آگوستوس به معنای امپراتور به او اعطا گردید. هوستیلیان امپراتوری مشترک خود با گالوس را در همان سال آغاز نمود. اما تنها مدت کوتاهی پس از آن هوستیلیان دچار بیماری طاعون شد و در ۲۵۱ درگذشت.